# Креглинген
Креглинген (нем. Creglingen) — город в Германии, в земле Баден-Вюртемберг. 
Подчинён административному округу Штутгарт. Входит в состав района Майн-Таубер.  Население составляет 4679 человек (на 31 декабря 2010 года). Занимает площадь 117,22 км². Официальный код  —  08 1 28 020.